# Цього не може бути (Цілком таємно)
Цього не може бути (This Is Not Happening) — 14-й епізод восьмого сезону серіалу «Цілком таємно». Епізод належить до «міфології серіалу» та надає можливість глибше з нею ознайомитися. Прем'єра в мережі «Фокс» відбулася 25 лютого 2001 року.
У США серія отримала рейтинг Нільсена, рівний 9.7, це означає, що в день виходу її подивилися 16.9 мільйона глядачів.

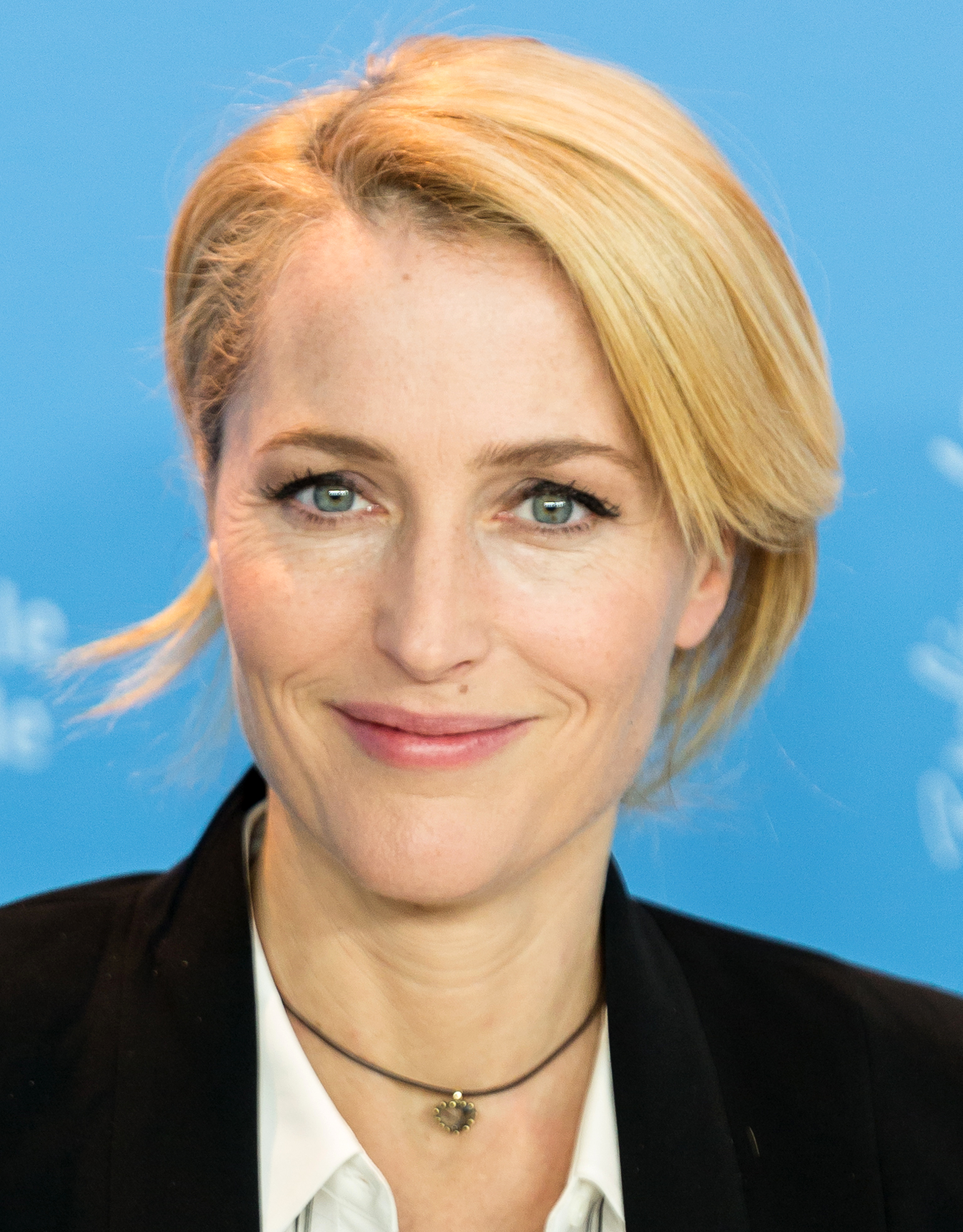

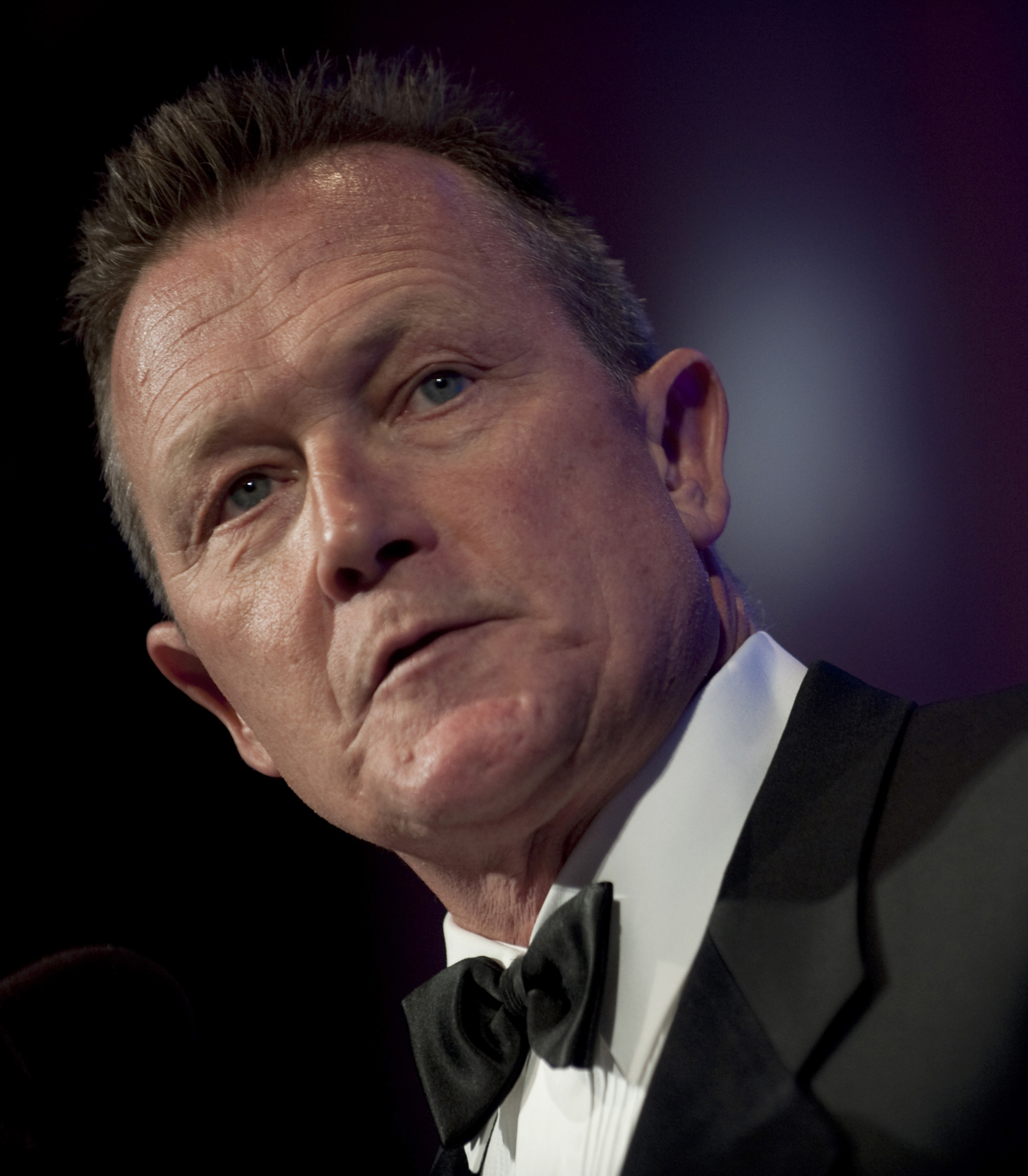

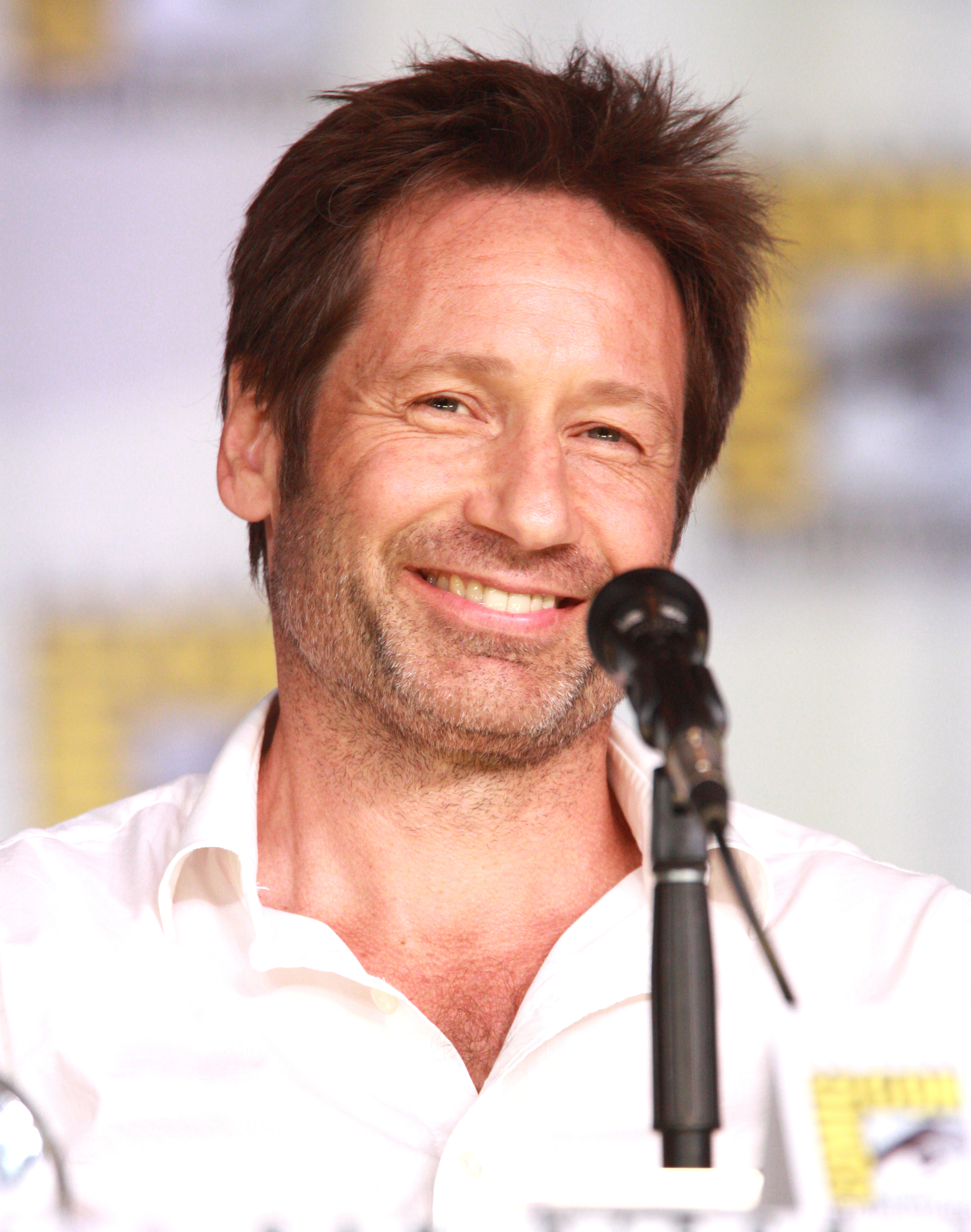

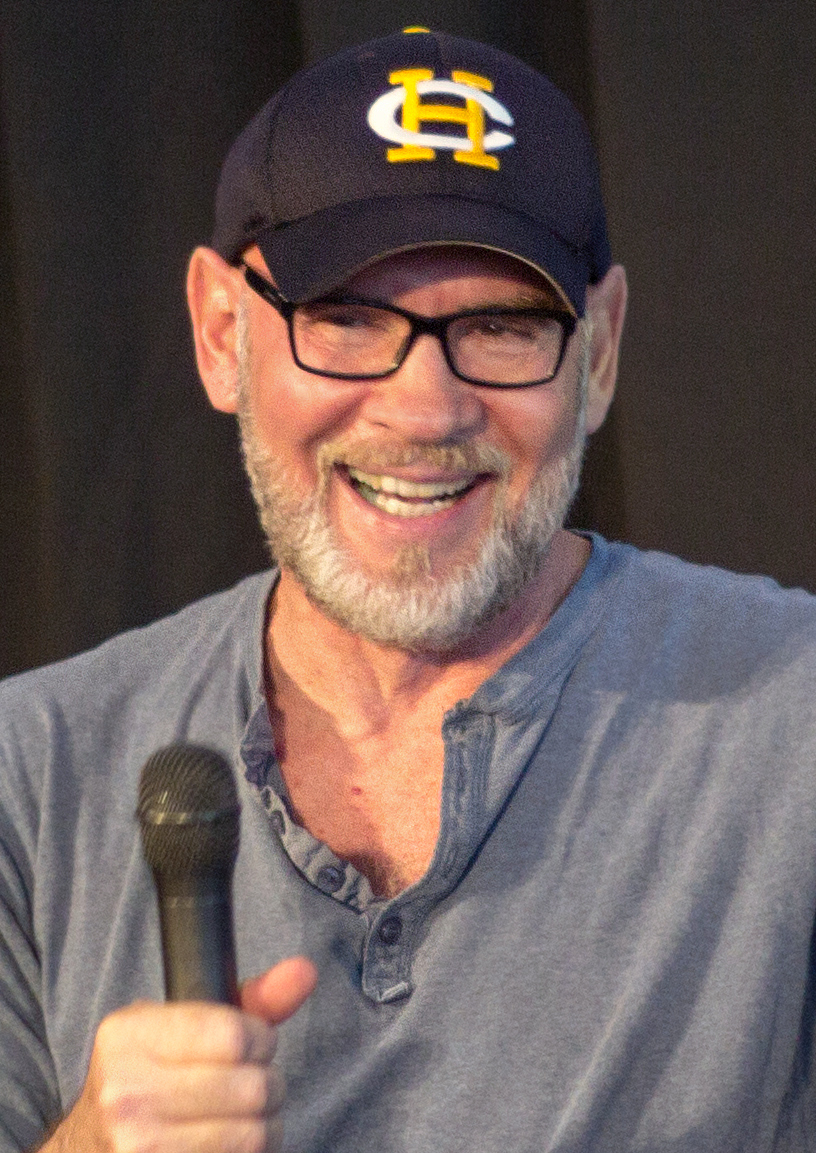

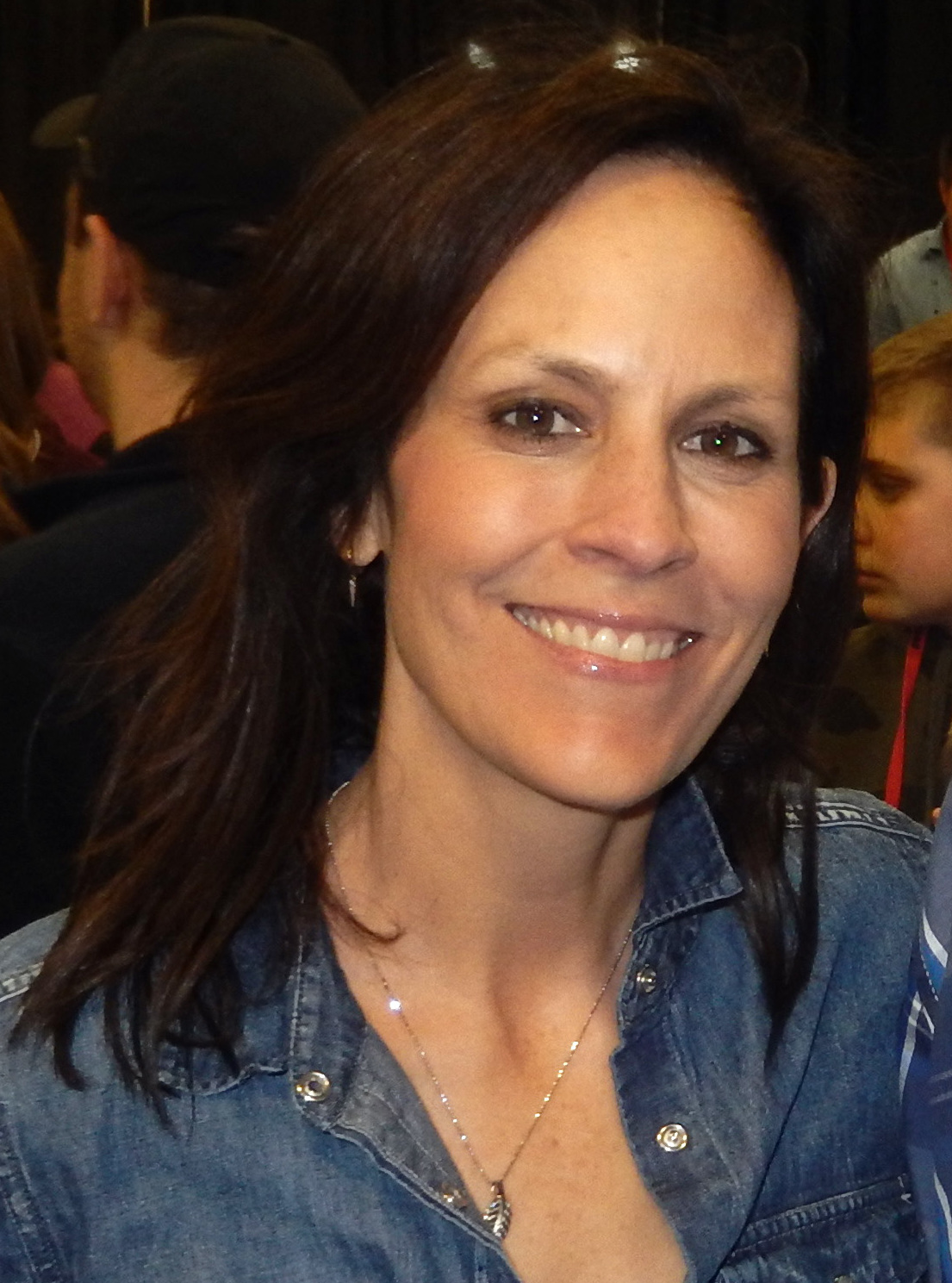

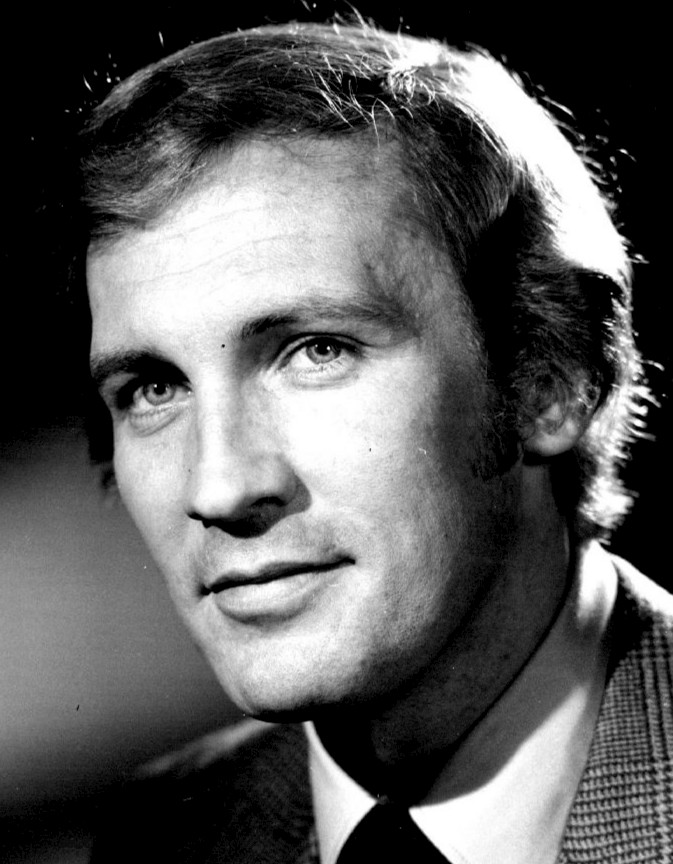

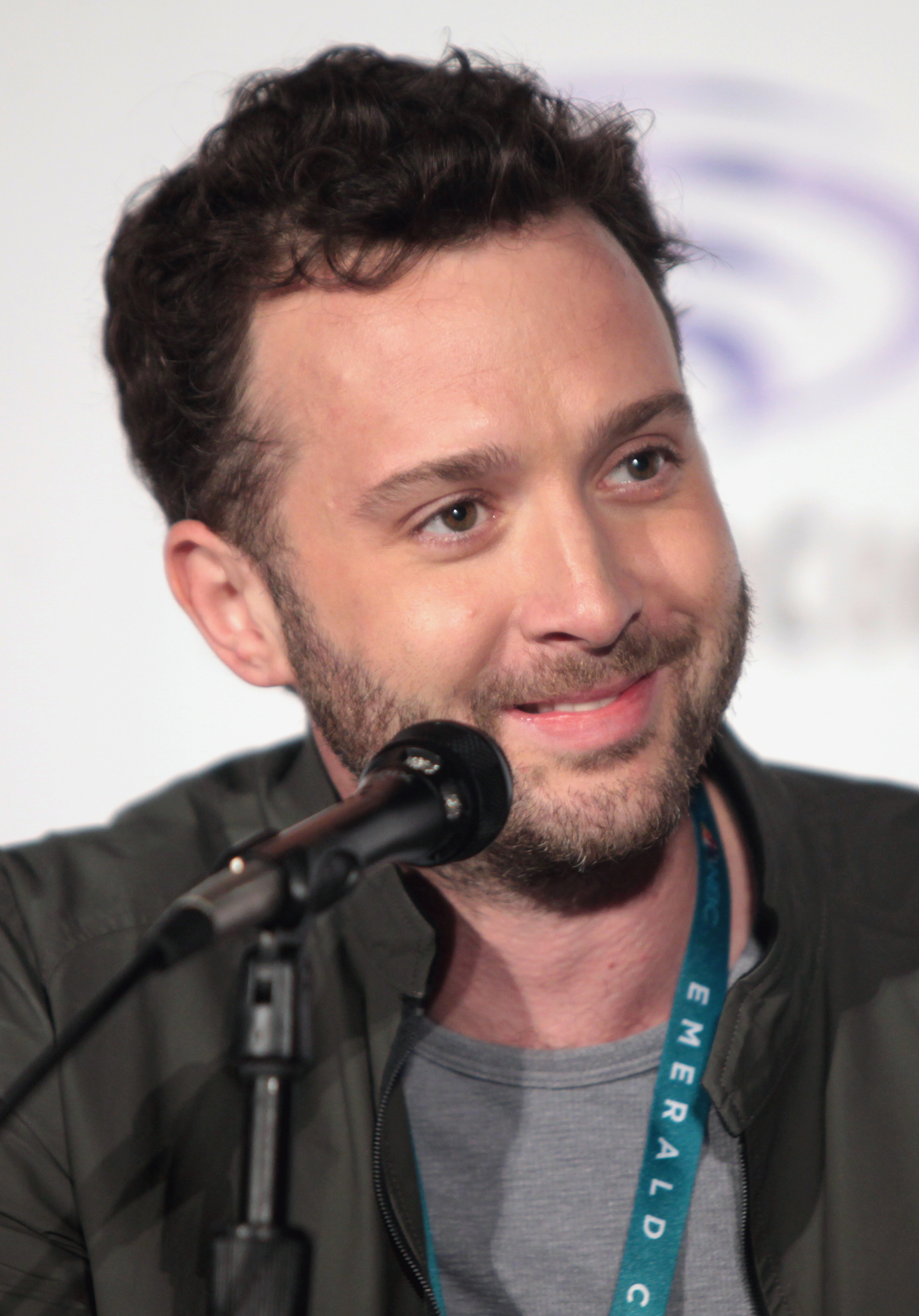

Скаллі, Доггетт і Скіннер виявляють кількох викрадених інопланетянами людей. Доггетт викликає агента Моніку Рейс для допомоги в справі. Страхи Скаллі з приводу Малдера поновлюються із новою силою, коли одна з викрадених в той же час раптово відновлюється з критичного стану.

## Зміст
Істина поза межами досяжного
У місті Гелена (штат Монтана) Річі Шалай після опівночі на автівці переслідує НЛО і фотографує його. Коли НЛО зависає, то швидко маскується — ніби розчиняється у повітрі. Річі бачить якусь людину і кричить до неї — постать швидко віддаляється. Річі перечіплюється і падає — він зачепився за тіло важкопораненої оголеної жінки.
Доггетт терміного викликає Дейну — Скіннер в кабінеті оповідає Скаллі про нічну пригоду. Скаллі гостро і холодно реагує на новину — доки не дізнається що це може бути пов'язано із Малдером. Виявляється, що ця жінка — Тереза Гоузі, яка була викрадена одночасно з Фоксом Малдером. Скіннер, Доггетт та Скаллі відвідують Терезу в лікарні, щоб отримати інформацію про місцеперебування Малдера. Її лікар обурений станом Гоузі — ніби над нею попрацював збоченець-експериментатор.
Агенти в мотелі знаходять Річі і допитують його. Річі повідомляє — друга його Гері викрали безпосередньо перед Малдером; він розслідував повідомлення про НЛО в Монтані, намагаючись знайти товариша. Доггетт повідомляє, що свіжі сліди від взуття «Nike» були помічені в районі знаходження Терези, що зробило агента скептичним щодо інформації Річі. Дейні сниться жахіття як Малдера досліджують прибульці. Вона стукає в двері заспаного Скіннера і висловлює рідозру — можливо Фокс помер. Вночі Дейна виливає наболіле Скіннеру при світлі зірок. Тим часом Джеремая Сміт приймає подобу лікаря і організовує перевезення Терези. Дізнавшись про зникнення Терези, Доггетт викликає агентку Моніку Рейєс — вона має магістерський ступінь з релігієзнавства за фахом «ритуальні злочини». Рейєс допомагає у розслідуванні, вважаючи, що Малдер, можливо, приєднався до культу НЛО і говорить про легенди щодо материнського корабля. У занедбаному приміщенні Сміт виліковує Терезу від травм, це споглядає чоловік на ім'я Авесалом.
Рейєс здійснює огранолептичний аналіз рентгенівських світлин Терези — вона шукає сліди імплантатів. В розмові із Дейною вона повідомляє — її спеціалізація «сатанинські ритуали». В дорозі автомобіль Рейєс на кілька секунд втрачає електроживлення безпосередньо перед тим, як вона побачить НЛО. Зупинившись, Рейєс бачить, як Сміт та Авесалом беруть тіло — воно лишилося після зникнення НЛО; агентка також знаходить тіло Гарі. Рейєс встигає побачити номерний знак вантажівки, яка використовувалася для вивезення.
Скаллі здійснює огляд тіла загиблого Гарі в присутності Доггетта і Скіннера; її голос дрижить. Доггетт дуже пригнічений побаченим і переживає за Скаллі. Рейєс розмовляє з Джоном про їх попередні пошуки зниклого сина Доггетта і як вони боялися знайти його. З'ясовується, що автомобіль належить Авесалому, справжнє ім'я якого Тревіс Клейтон Моберлі, лідеру культу Страшного Суду. ФБР здійснює облаву на фермі і арешти адептів культу, агенти знаходять живу і ніби неушкоджену Терезу. Авесалом розповідає Скаллі і Доггетту, що він рятував викрадених, яких інопланетяни залишали мертвими. Скаллі із вологими очима питає у Авесалома — чи мав він справу із Малдером.
Переглядаючи відеокасети з ферми сектантів, Скаллі, Рейєс і Доггетт дивляться, як Сміт проходить крізь двері і перетворюється на Доггетта. Доггетт приголомшений, і агенти повертаються до затриманих на фермі.
Скаллі вбігає в будинок і, впізнавши Сміта за взуттям «Nike», каже йому — вона знає, хто він і що робить. Вона відволікається, коли Скіннер з перекошеним обличчям повідомляє їй, що знайшли тіло Малдера в лісі. Скаллі бачить неживе тіло Малдера і біжить назад у приміщення, сподіваючись, що Сміт може його вилікувати, але НЛО направляє промінь світла в кімнату, де його тримають. Коли Дейна входить у кімнату, Сміта немає. Розгублена, Скаллі кричить: «Цього не може бути!», і плаче.

## Зйомки
В серії відбулося чергове повернення Девіда Духовни як Фокса Малдера. Після врегулювання контракту з «Fox», Духовни припинив участь у серіалі після сьомого сезону. Щоб пояснити відсутність Малдера, персонажа Духовни викрали інопланетяни у фіналі сьомого сезону, «Реквіємі». Після кількох раундів договірних обговорень Духовни погодився повернутися для зйомок кількох епізодів. В цій серії відбулася п'ята поява Духовни у восьмому сезоні.
Перша сцена вимагала від знімальної групи «Цілком таємно» створити погоню за НЛО. Для цього сцена була повністю знята в гірській місцевості, яка була освітлена, аби надати відчуття більш схожого на позаземне. Побачене НЛО при початку серії був насправді гелікоптером, замаскованим з використанням різних прийомів. Так званий «ефект маскування», створений на комп'ютері та який складався переважно з цифрового туману і «хистких вогнів», був використаний, щоб «космічний корабель» з'явився, а потім раптово зник.
Епізод став першою появою Моніки Рейєс, яку грає Аннабет Гіш, яка би стала головним героєм в дев'ятому сезоні. Персонаж був розроблений і представлений через можливий відхід Джилліан Андерсон в кінці восьмого сезону. Хоча Андерсон залишалася на зв'язку, згодом Гіш стала постійним персонажем. Створюючи персонажа, Кріс Картер хотів створити постать, яка мала багато спільного як з Фоксом Малдером, так і з Дейною Скаллі. Однак Картер також хотів, щоби персонаж відрізнявся від Скаллі таким чином, як Доггетт відрізнявся від Малдера, і казав: «оскільки Роберт Патрік не схожий на Малдера, нам потрібен хтось однаково не схожий на Скаллі». Пізніше Гіш зазначила, що «Кріс дуже хотів, щоб Моніка була сонячною силою, яку іноді важко грати. Але це для мене природний інстинкт; я можу знайти щастя серед темряви».
Процес кастингу для Моніки Рейєс був нетрадиційним. Гіш зателефонував її агент, який повідомив, що знімальна група «Цілком таємно» шукає нового жіночого персонажа. Гіш подала заявку на участь, але замість того, щоб проходити вичитки, їй довелося зустрітися лише з Крісом Картером та Френком Спотніцем. Після отримання ролі перша сцена Гіш, яка була запланована на четверту ранку, включала її біг з пагорба, щоб виявити колишнього викраденого.

## Показ і відгуки
Прем'єра епізоду відбулася у США 25 лютого 2001 року на «Fox». Епізод отримав рейтинг Нільсена 9,7, що означає — його бачили 9,7 % загальнонаціональних домогосподарств країни. Серію переглянули 9,91 мільйона домогосподарств та 16,9 мільйонів глядачів, що зробило його найефективнішим епізодом сезону, а також найперегляданішим епізодом серіалу від серії сьомого сезону «Шосте вимирання». Епізод був номінований на премію Еммі «за видатну кінематографію для серії з однієї камери».. Згодом ця серія була включена у «Міфологію Цілком таємно», Том 4 — Суперсолдати, колекцію DVD, яка містить епізоди, пов'язані з сюжетною лінією інопланетних суперсолдатів/
Критичний прийом до «Цього не може бути» був переважно позитивним. Емілі Вандерверф з «The A.V. Club» нагородила епізод оцінкою «А-» і назвала «одним з найсильніших епізодів сезону — хоч забери з нього Моніку Рейєс». Вона аплодувала повторному введенню постаті Джеремаї Сміта — персонажа, про якого вона вважала, що «серіал про нього забув» — і похвально написала про Скотта як Авесалома, назвавши його «одним із найважливіших моментів». Вандерверф також писала, що цей епізод разом з попереднім епізодом «Per Manum» був демонстрацією акторських здібностей Андерсон. Роберт Ширман та Ларс Пірсон у книзі «Хочемо вірити: критичний посібник з Цілком таємно, Мілленіуму та Самотніх стрільців» оцінили епізод 5 зірками з п'яти. Вони відзначили та похвалили, що справжньою трагедією епізоду є те, що, незважаючи на посилену роль неохоче віруючої людини Дейни, те, як Скаллі має справу з Авесаломом та Джеремаєю Смітом «суворо науковим шляхом», а не зробивши «стрибок віри», заважає їй вчасно знайти і врятувати Малдера.
Не всі відгуки були позитивними. Пола Вітаріс з «Cinefantastique» надала епізоду негативний відгук і нагородила його 1.5 зірки з чотирьох. Вона назвала епізод хвилюючим і зробила висновок, що остаточна сцена була «поза кліматом серіалу». Крім того, оглядачка зазначила, що введення Моніки Рейєс не було задовільно пояснено.

## Знімалися
| Актор             | Роль             |
| ----------------- | ---------------- |
| Роберт Патрік     | Джон Доггетт     |
| Джилліан Андерсон | Дейна Скаллі     |
| Девід Духовни     | Фокс Малдер      |
| Аннабет Гіш       | Моніка Рейєс     |
| Мітч Піледжі      | Волтер Скіннер   |
| Рой Тіннес        | Джеремая Сміт    |
| Джад Тріхтер      | Річі Шалай       |
| Джадсон Скотт     | Авесалом         |
| Бернар Вайт       | Десай            |
| Едді Кей Томас    | Гері Едвард Корі |
| Роз Вітт          | нічна медсестра  |